# EMA 2006
EMA 2006 je potekala 29. januarja 2006 v Studiu 1 RTV Slovenija. Prireditev sta vodila igralca Janez Škof in Aljoša Ternovšek.
Zmaga je šla v roke Anžeja Dežana, ki je leta 2004 sodeloval na Bitki talentov ter tam zasedel drugo mesto (zmagal je Omar Naber). Zmagovalna pesem je nosila naslov »Plan B«, na Evroviziji pa jo je Anžej zapel v angleščini pod naslovom »Mr. Nobody«.
Zanimivo je, da je po številu glasov, ki jih je podelilo občinstvo, Anžej pristal šele na 4. mestu. Največ telefonskih glasov je dobila Saša Lendero, na drugem mestu so bili Atomik Harmonik, na tretjem pa Rebeka Dremelj in Domen Kumer. Saša Lendero od strokovne žirije ni prejela nobene točke, tako da je po skupnem seštevku zmagal Anžej Dežan, ki je od žirije prejel najvišje število točk. Saša je pristala na drugem mestu, tretje mesto so zasedli Atomik Harmonik, četrto pa Rebeka in Domen.

## Tekmovalne skladbe
Izborna komisija je izmed 107 skladb, prispelih na javni razpis, izbrala 14 pesmi, ki so se predstavile na Emi 2006.
| #   | Izvajalec                     | Naslov pesmi           | Avtor glasbe        | Avtor besedila             | Avtor aranžmaja                |
| --- | ----------------------------- | ---------------------- | ------------------- | -------------------------- | ------------------------------ |
| 1.  | Nuška Drašček                 | Nora sem, da te ljubim | Rudolf Gas          | Sanja Macur                | Rudolf Gas                     |
| 2.  | Natalija Verboten             | SOS                    | Matjaž Vlašič       | Urša Vlašič                | Matjaž Vlašič, Boštjan Grabnar |
| 3.  | Rebeka Dremelj in Domen Kumer | Noro se ujameva        | Domen Kumer         | Natka Geržina              | Zvone Tomac                    |
| 4.  | Sergeja                       | Tu da du               | Franci Zabukovec    | Franci Zabukovec           | Franci Zabukovec               |
| 5.  | Saša Lendero                  | Mandoline              | Andrej Babić        | Saša Lendero, Andrej Babić | Miha Hercog                    |
| 6.  | Andraž Hribar                 | Rapad tepe ipi mapam   | Andraž Hribar       | Milan Hribar               | Patrik Greblo, Andraž Hribar   |
| 7.  | Marijan Novina                | V mojih dlaneh         | Bojan Vojnovič      | Marijan Novina             | Sašo Fajon                     |
| 8.  | Atomik Harmonik               | Polkaholik             | Dare Kaurič         | Dare Kaurič                | Aleš Čadež                     |
| 9.  | Maja Slatinšek                | Vihar                  | Gregor Sulejmanovič | Maja Slatinšek             | Danilo Ženko                   |
| 10. | Ylenia Zobec                  | Hokus pokus            | Marino Legovič      | Damjana Kenda Hussu        | Marino Legovič                 |
| 11. | Anžej Dežan                   | Plan B                 | Matjaž Vlašič       | Urša Vlašič                | Matjaž Vlašič, Boštjan Grabnar |
| 12. | Katrinas                      | Najdi me               | Katarina Habe       | Katarina Habe              | Rok Golob                      |
| 13. | Monika Pučelj                 | Ostani z mano          | Aleš Klinar         | Anja Rupel                 | Aleš Klinar, Franci Zabukovec  |
| 14. | Alenka Godec                  | Hočem stran            | Aleš Klinar         | Anja Rupel, Alenka Godec   | Aleš Klinar, Franci Zabukovec  |

Izbrane so bile tudi 4 rezervne skladbe, ki pa se na samo Emo niso uvrstile:
| #  | Izvajalec    | Naslov pesmi   | Avtor glasbe                             | Avtor besedila              | Avtor aranžmaja              |
| -- | ------------ | -------------- | ---------------------------------------- | --------------------------- | ---------------------------- |
| 1. | Peter Januš  | Pridi na oblak | Franci Zabukovec                         | Darja Pristovnik            | Franci Zabukovec             |
| 2. | Diona Dim    | Lom vetra      | Bojan Simončič, Ana Soklič, Gašper Kačar | Ana Soklič, Bojan Simončič  | Bojan Simončič, Gašper Kačar |
| 3. | Sanja Grohar | Ognjeni ples   | Zvone Tomac                              | Natka Geržina, Sanja Grohar | Zvone Tomac                  |
| 4. | Turbo Angels | Daj, daj, daj  | Ed Fisher                                | Tomi Rinaldi                | Ed Fisher, Raay              |

## Glasovanje in rezultati
O zmagovalcu so odločali glasovi, oddani preko stacionarnih telefonov (1/3), glasovi, oddani preko mobilnih telefonov (1/3), in glasovi strokovne žirije (1/3). Uporabljen je bil evrovizijski sistem točkovanja (12, 10, 8–1). Strokovno žirijo so sestavljali Martin Žvelc, Nataša Assejev, Cole Moretti, Dragan Trivič in Črt Sojar Voglar.
| #   | Izvajalec                     | Pesem                  | Stacionarni tel. | Stacionarni tel. | Mobilni tel. | Mobilni tel. | Žirija | Skupaj | Uvrstitev |
| #   | Izvajalec                     | Pesem                  | Št. glasov       | Točke            | Št. glasov   | Točke        | Žirija | Skupaj | Uvrstitev |
| --- | ----------------------------- | ---------------------- | ---------------- | ---------------- | ------------ | ------------ | ------ | ------ | --------- |
| 1.  | Nuška Drašček                 | Nora sem, da te ljubim | 1362             |                  | 1725         | 3            | 8      | 11     | 9.        |
| 2.  | Natalija Verboten             | SOS                    | 5616             | 6                | 3794         | 6            | 1      | 13     | 6.        |
| 3.  | Rebeka Dremelj in Domen Kumer | Noro se ujameva        | 9280             | 8                | 8475         | 8            | 2      | 18     | 4.        |
| 4.  | Sergeja                       | Tu da du               | 600              |                  | 777          |              |        | 0      | 13.       |
| 5.  | Saša Lendero                  | Mandoline              | 12164            | 12               | 11567        | 12           |        | 24     | 2.        |
| 6.  | Andraž Hribar                 | Rapad tepe ipi mapam   | 702              |                  | 601          |              | 7      | 7      | 11.       |
| 7.  | Marijan Novina                | V mojih dlaneh         | 720              |                  | 547          |              |        | 0      | 13.       |
| 8.  | Atomik Harmonik               | Polkaholik             | 9736             | 10               | 9688         | 10           |        | 20     | 3.        |
| 9.  | Maja Slatinšek                | Vihar                  | 1473             | 1                | 1551         | 2            | 5      | 8      | 10.       |
| 10. | Ylenia                        | Hokus pokus            | 1526             | 2                | 1084         |              | 10     | 12     | 7.        |
| 11. | Anžej Dežan                   | Plan B                 | 6377             | 7                | 4474         | 7            | 12     | 26     | 1.        |
| 12. | Katrinas                      | Najdi me               | 2509             | 4                | 1947         | 4            | 4      | 12     | 7.        |
| 13. | Monika Pučelj                 | Ostani z mano          | 3849             | 5                | 2807         | 5            | 6      | 16     | 5.        |
| 14. | Alenka Godec                  | Hočem stran            | 2004             | 3                | 1525         | 1            | 3      | 7      | 11.       |